# وقاية من الإشعاع

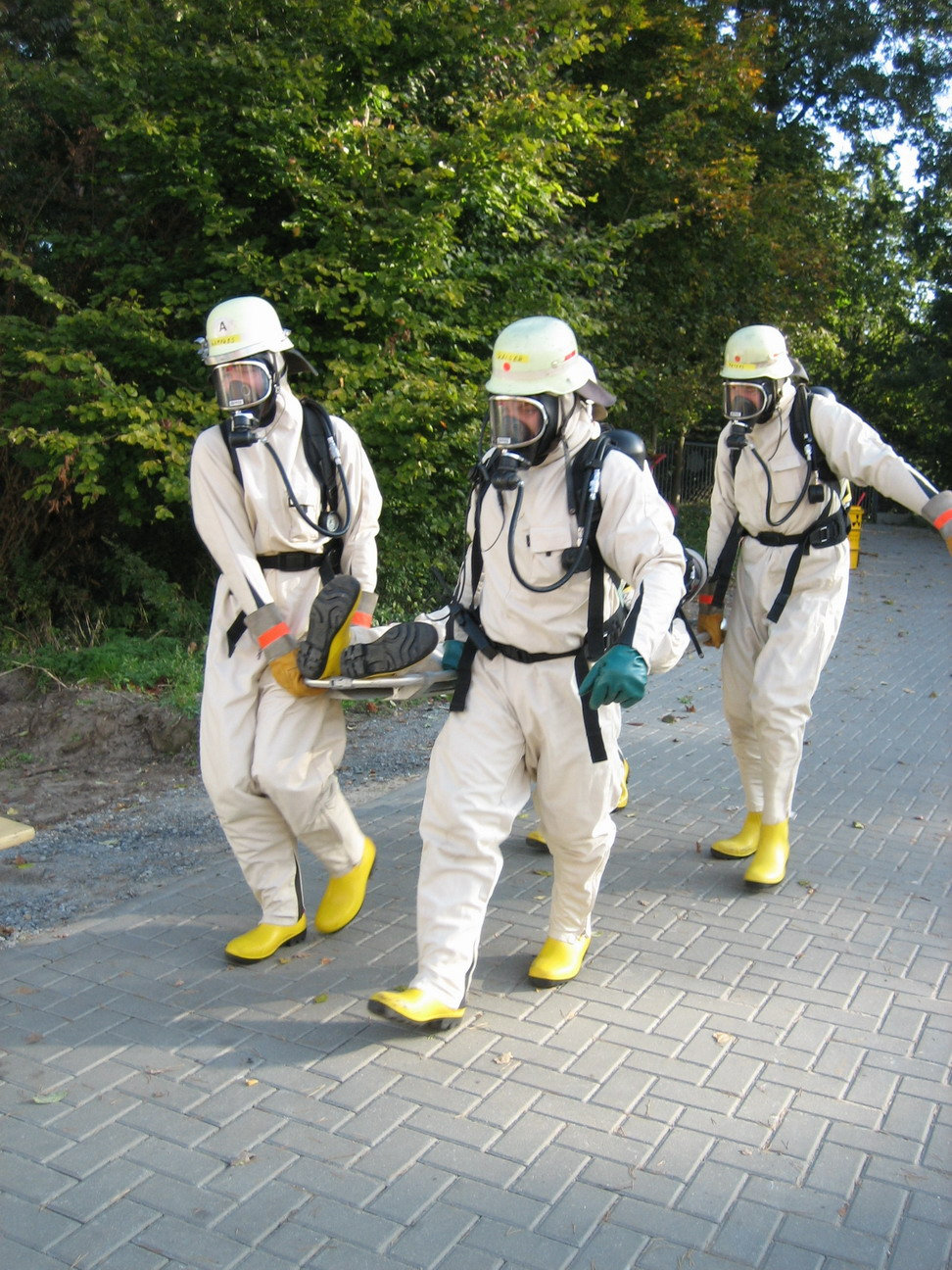
عاملون في مفاعل ذري يرتدون لباسا واقيا من التلوث لوقايتهم من مادة مشعة محصنة في علبة سميكة من الرصاص بحملونها.

الوقاية من الإشعاع هو علم حماية الإنسان من تأثير الأشعة المؤينة سواء كانت جسيمات أولية مثل البروتونات والنيوترونات أو اشعة كهرومغناطيسية عالية الطاقة مثل الأشعة السينية وأشعة غاما . وقد انصبت نتائج ذلك العلم الذي يجمع بين الفيزياء والطب في تعليمات ووصايا متفق عليها عالميا، وتقوم كل دولة بوضعها ضمن قوانينها بغرض الوقاية من الإشعاع . ويتحتم على العاملين في المجالات العلمية والصناعية وكذلك الأطباء المختصين بالتعامل مع المواد والأجهزة المصدرة للاشعة المؤينة اتباع تلك الوصايا والقوانين، من أجل الحفاظ على صحتهم وسلامتهم، وكذلك سلامة المرضى الذين يُعالجون بوساطة الإشعاع والنظائر المشعة. وينطبق ذلك أيضا على أطباء التصوير بالاشعة .

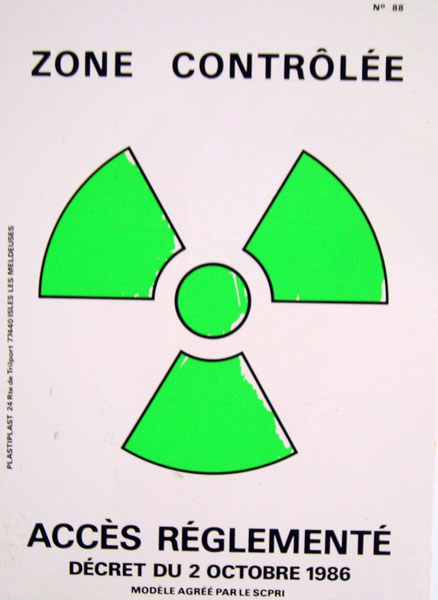
لائحة فرنسية : تحذر العاملين من دخول منطقة في مؤسسة نووية يرتفع فيها مستوى الأشعاع)

## هيئات دولية
شكلت الدول الأوروبية هيئة تختص بعطاء الوصايا الخاصة بالوقاية من الأشعة المؤينة وتسمى الجماعة الأوروبية للطاقة الذرية . وعلى أساس وصايا تلك الهيئة تتكفل كل دولة أوروبية بوضع تلك الوصايا في قوانينها وفي تعليماتها في هذا الشان داخل حدودها.
وتنبع وصايا الهيئة الأوروبية للوقاية من الأشعة المؤينة من وصايا الهيئة الدولية للوقاية من الأشعة المؤينة (ICRP). وتبني تلك الهيئة العالمية معلوماتها ووصاياها على نتائج دراسة تأثيرات الأشعاعات النووية على اليابانيين الذي اصيبوا بإشعاعات قنبلتي هيروشيما ونجازاكي أثناء الحرب العالمية الثانية ، وكذلك على بحوث الخبراء في مجال دراسة تاثيرات الأشعة المختلفة على الكائنات الحية .

## نظام الوقاية فيالنمسا
عدلت النمسا قانون الوقاية من الإشعاع (StSG) في 1 يناير 2004 لكي يتطابق مع قانون تعديل الوقاية من الإشعاع الصادر من الاتحاد الأوروبي، وقد خلف القانون الجديد القانون السابق الصادر في هذا الشأن عام 1969.
ويختص فقرات القانون بالآتي:
- التعليمات العامة
- شروط حيازة المواد المشعة، والتصريحات المتعلقة باستخدامها ونقلها، ونظام التقديم لحيازتها أو التعامل معها
- تعليمات الوقاية من الإشعاع
  - المواد المشعة المستخدمة
  - مصادر الأشعة الطبيعية المستخدمة
- طرق التدخل في حالة انتشار مواد مشعة، ونظم الرقابة
- العقوبات والتعليمات الإدارية للحجز على المواد.

ويحدد التعديل الحدود القصوى للجرعات الإشعاعية التي تصيب العاملين في هذه المجالات، وكذلك إلزامية التبليغ الرسمي في حالة تعدي تلك الحدود، وإجبارية التقديم لحيازة مواد مشعة وعدم اقتنائها قبل الحصول على الموافقة الرسمية من السلطات المختصة.
وبالنسبة إلى عملية نقل مواد مشعة خارج المؤسسات التي تستخدمها، فتوجد تعليمات خاصة بنقل المواد المشعة في الطريق ADR وتعليمات لنقل المواد المشعة بالسكك الحديدية RID وتعليمات دولية للنقل بالطيران International Air Transport Association IATA وبالبحر.

## مبادئ الوقاية من الإشعاع

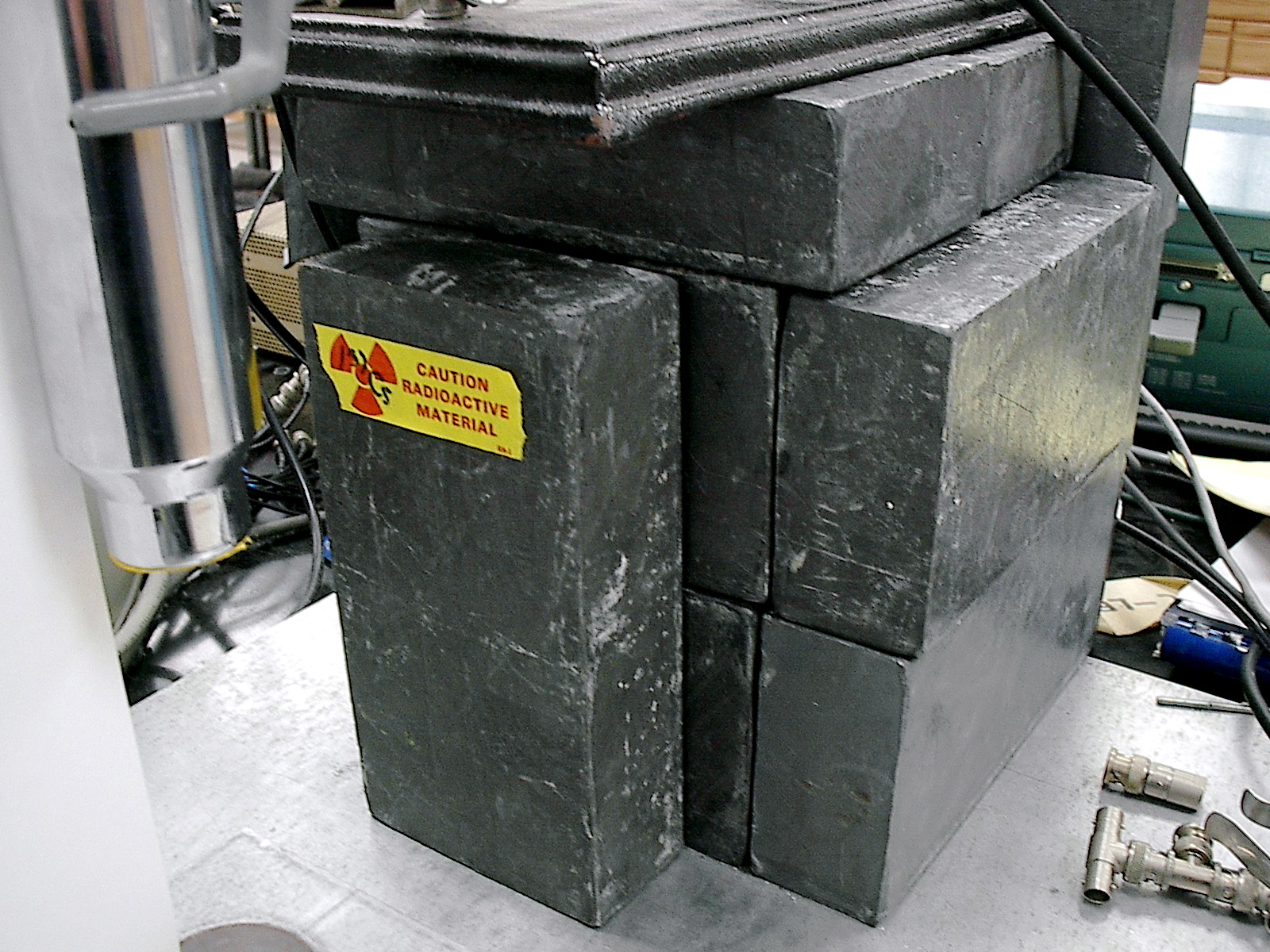
تحفظ المواد المشعة الصلبة في خازنة من الرصاص.

التعرض للإشعاع بالنسبة للعاملين في المجالات النووية تحكمه التعليمات الحكومية، وهي تحدد الحدود القصوى للأنواع المختلفة للأشعاعات، وتحتم احترامها من قبل العاملين، وذلك للحفاظ سلامتهم أولا وللحفاظ على الآخرين أيضا.
وهناك ثلاثة عوامل لضبط كمية الإشعاع أو الجرعة الإشعاعية التي يتعرض لها شخص من مصدر مشع، ويمكن ضبط كمية التعرض بتطبيق عدة عوامل :
1- الزمن : خفض زمن التعرض يقلل الجرعة المأخودة، ونسبة الانخفاض تتناسب طرديا مع الزمن،
2- المسافة: كلما زاد بُعد الشخص عن مصدر الإشعاع كلما قلت الكمية المأخودة، وطبقا لها تنخفض الكمية المأخوذة عكسيا مع مربع المسافة من المصدر،
3- الحائل : وتستخدم حوائل تحجب الإشعاع وتمتصها، وتستخدم بالقدر المناسب لخفض كمية الإشعاع خلفها . من أهم المواد المستخدمة لحجب الأشعة الرصاص والحديد والخرسانة وبالنسبة لحجب النيوترونات البرافين والماء.

## اقرأ أيضا
- إشعاع
- جرعة مكافئة
- اشعة سينية
- زيفرت
- جراي (وحدة)
- أشعة غاما
- إشعاع مؤين
- وقاية من الحريق
- تصوير مقطعي محوسب
- هيئة دولية للوقاية من الإشعاع
- تحلل اشعاعي